# Heiner Althaus
Heiner Althaus (* 1953 in Basel) ist ein Schweizer Jazzmusiker (Tenor- und Sopransaxophon, Gitarre). Er ist heute aktiv in verschiedensten Genres, vom Gypsy-Jazz und dem Avantgarde Jazz bis hin zur Worldmusic.

## Leben und Wirken
Althaus spielte zunächst in der Prog-Rockband McChurch Soundroom, mit der er auch auf dem Album Delusion (1971) als Gitarrist zu hören ist. In den nächsten Jahren konzentrierte er sich auf das Saxophon. Nach seinem Diplom an der Swiss Jazz School 1977 wechselte er für Andy Scherrer in das seit 1973 bestehende Jazzrock-Sextett Magog. Althaus blieb mit den Bläserkollegen  Hans Kennel und Paul Haag  nach der Auflösung von Magog 1978 in der Jazz Community, die 1979 auf dem Montreux Jazz Festival auftrat und dort ein erstes Album aufnahm. Daneben bildete er mit Armin Keil, Rainer Weber,  David Elias und Walter Schmocker das Swiss Jazz Quintett, das auch international tourte und mehrere Alben vorlegte. In den 1990er Jahren war er zusammen mit Sascha Schönhaus Co-Leader der Orientaljazz-Band "Althaus-Schönhaus Express". Seit 1998 trat er wieder verstärkt als Gitarrist hervor, etwa in seinem New Jazz Trio und im Gypsy-Jazz-Trio Belleville mit dem Gitarristen Matt Baldinger und dem Bassisten Tibor Elekes bzw. Flo Hunziker, teilweise verstärkt um den Geiger Adam Taubitz oder den Klarinettisten George Ricci als Hot Club de Bâle. Er nahm auch mit Marianne Racine, mit Randy Wirz und mit den Basel Jazz All Stars auf.

## Preise und Auszeichnungen
Althaus gewann 1977 den Solistenpreis auf dem Nationalen Jazz- und Rock Festival in Augst. 1979 wurde er als Schweizer Repräsentant für das Eurojazz-Konzert der European Broadcasting Union in Helsinki ausgewählt.

## Diskographische Hinweise
- Swiss Jazz Quintet: Imagination feat. Franco Ambrosetti (1981, mit Robert Morgenthaler, Max Neissendorfer, Walter Schmocker, David Elias)
- Jazz Community il topo (Unit Records 1983, mit Hans Kennel, Paul Haag, Jürg Ammann, Michel Poffet,  David Elias)
- Bruno Steffen-Heiner Althaus Quartet: In Between (Brambus 1992, mit Hans Peter Künzle, Alfred Kramer)
- Althaus–Schoenhaus Express: First Station (mit Sascha Schönhaus, Hans Feigenwinter, Bänz Oester, Norbert Pfammatter)
- Heiner Althaus Quartet: Live (2001, mit Jean-Paul Brodbeck, Michael Chylewski, Michi Wipf)
- Belleville Entre Ciel et Terre (2013), mit Adam Taubitz, Matt Baldinger, Flo Hunziker

## Lexigraphische Hinweise
- Bruno Spoerri: Biografisches Lexikon des Schweizer Jazz CD-Beilage zu: B. Spoerri (Hrsg.): Jazz in der Schweiz. Geschichte und Geschichten. Chronos-Verlag, Zürich 2005, ISBN 3-0340-0739-6